# Mary Hopkin
Mary Hopkin (Pontardawe, 1950. május 3. –) walesi születésű brit énekesnő, zenész.

## Életpályája
A hatvanas évek végén tűnt fel a könnyűzenében. Those Were the Days című dalával vezette a brit slágerlistát. 
Ő képviselte az Egyesült Királyságot az 1970-es Eurovíziós Dalfesztiválon, ahol a Knock, Knock, Who's There? című dallal második helyezést ért el.
Férje Tony Visconti volt. Egy lánya született.